# Samochód pancerny wz. 34

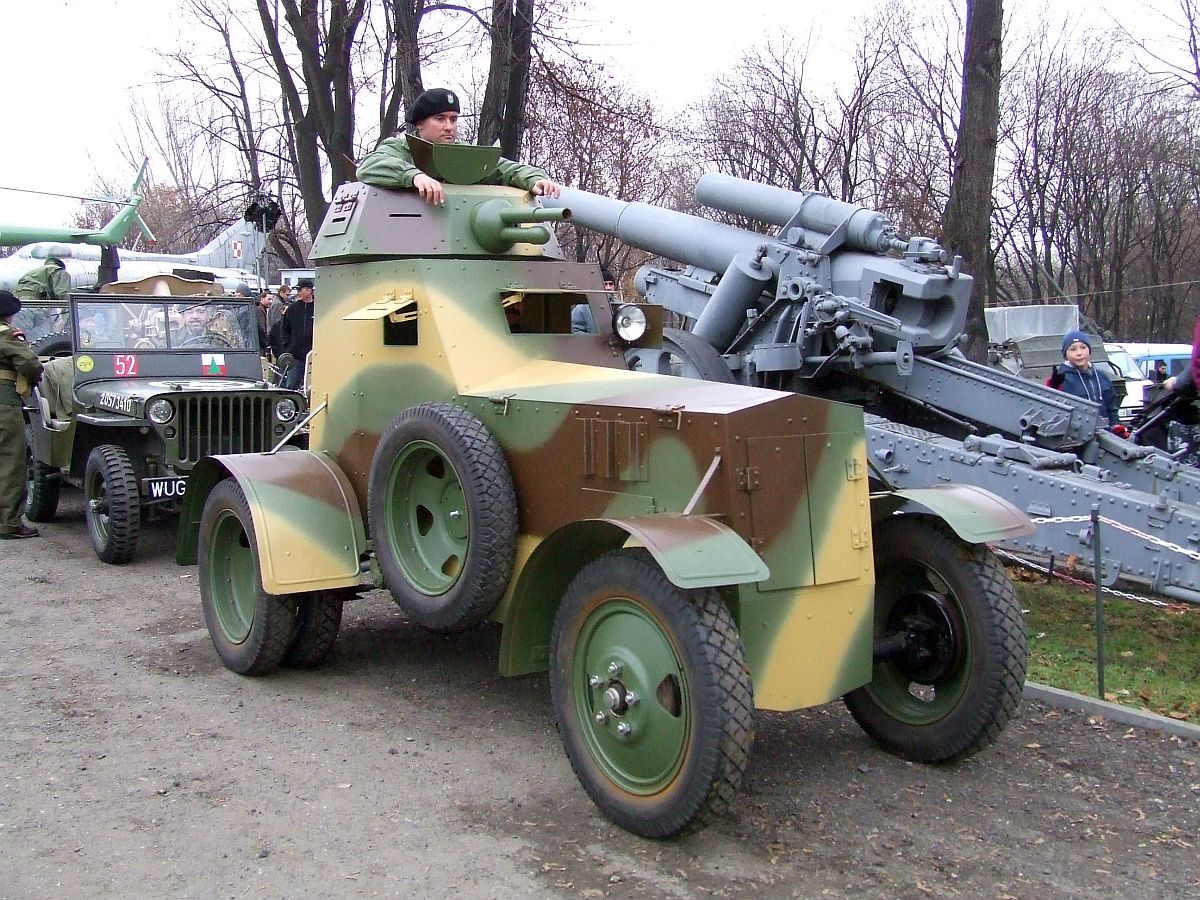
Samochód pancerny wz. 34

Samochód pancerny wz. 34 (Carro Blindado Modelo 1934), era um carro blindado leve usado pelo Exército Polonês durante a Invasão da Polônia.
O veículo foi baseado no modelo anterior meia pista Samochód pancerny wz. 28, que entrou em serviço em 1928. O veículo original provou ser impopular com as suas tripulações que estavam descontentes com a sua manipulação, baixa velocidade máxima, bem como capacidades de cross-country pobres. Decidiu-se reconstruí-lo como um veículo de rodas. A nova versão do carro blindado entrou em serviço em 1934.
Os carros foram construídos em uma série de versões com diferentes motores e placas blindadas ligeiramente diferentes. Eles estavam armados com qualquer versão da metralhadora de 7.92 mm Hotchkiss M1914 (Karabin maszynowy Hotchkiss wz.25 no serviço polonês) ou a arma de cano curto de 37 milímetros Puteaux SA 18.
Em 1939, no início da Segunda Guerra Mundial o carro estava obsoleto, mas ainda estava em uso por várias unidades de reconhecimento.